# Wag the Dog
Wag the Dog è un album di Mark Knopfler del 1998. È anche la colonna sonora del film Sesso & potere, diretto da Barry Levinson.

## Tracce
1. Wag the Dog – 4:44
2. Working on It – 3:28
3. In the Heartland – 2:45
4. An American Hero – 2:04
5. Just Instinct – 2:36
6. Stretching Out – 4:18
7. Drooling National – 1:54
8. We're Going to War – 3:24